# Правительство Австралии

Герб Австралии

Федеральное Правительство Австралийского Союза (англ. Federal Government of the Commonwealth of Australia) — представляет собой систему институтов и организаций, определённых конституцией и призванных обеспечить управление политической, экономической и культурной жизнью Австралии. В основу деятельности правительства Австралии заложены два основных принципа: принцип федерализма и принцип разделения властей. Конституция разделяет правительство Австралии на три ветви: законодательную, исполнительную и юридическую.

## Федерализм
Конституция Австралии определяет федеральный законодательный орган страны — Федеральный Парламент или Союзный Парламент. Парламент включает в себя монарха Австралии, Сенат и Палату представителей. Согласно конституции, федеральному правительству передаются законодательные права на уровне государства, а также права и обязанности следить за соблюдением федерального законодательства. Все остальные обязанности и права остаются за правительствами шести колоний, вошедших в федерацию на момент её образования в 1901 году. Согласно конституции, эти колонии стали штатами Австралийского Союза. Каждый штат имеет свою собственную конституцию и парламент, таким образом, на территории Австралии имеются семь независимых парламентов, ни один из которых не может вмешиваться в дела другого. Верховный суд Австралии как представитель юридической ветви правительства призван разрешать возникающие разногласия между федерацией и штатами, а также между отдельными штатами.
Федеральный парламент имеет право вынести предложения по изменению конституции. Для того чтобы эти изменения приобрели силу закона, необходимо провести их через общенациональный референдум, на котором они должны получить «двойное большинство»:
- большинство голосов, и
- большинство голосов в большинстве штатов.

Конституция страны позволяет штатам передавать часть своих полномочий федеральному правительству. Это может быть достигнуто путём внесения изменений в конституцию через референдум. Более часто встречающийся способ передачи полномочий заключается в принятии закона, который утверждает такую передачу, и этот закон должен быть одобрен всеми правительствами штатов, которые вовлечены в эту передачу полномочий. Передача полномочий, оформленная таким образом, может иметь определённый срок действия, после чего полномочия сторон возвращаются к прежнему состоянию.
Помимо штатов, в Австралии существует ряд территорий, три из которых, Австралийская столичная территория, Северная территория и остров Норфолк, имеют права самоуправления. Законодательные права этих территорий предоставлены им федеральным правительством, и парламент Австралии оставляет за собой право отзывать эти права и отменять в случае необходимости законопроекты, принятые территориями. Кроме того, граждане Австралии, проживающие в Столичной территории Австралии и в Северной территории, имеют своё представительство в парламенте Австралии, в то время как жители острова Норфолк такого представительства не имеют.
Остальные территории Австралии, которые имеют постоянное население, не имеют права самоуправления, эти территории используют у себя федеральные законы, хотя на острове Рождества и Кокосовых островах имеются местные правительства.
Принципы федерального построения и структура парламента Австралии были предметами долгого обсуждения в момент написания конституции страны. Палата представителей выбирается на той основе, что штаты, входящие в состав Австралийской федерации, имеют разное население. Новый Южный Уэльс, например, имеет 50 мест в нижней палате парламента, в то время как Тасмания только 5. В противоположность нижней палате Сенат избирается по принципу равного представительство от всех штатов, все они представлены в верхней палате 12-ю сенаторами. Такая система была выбрана для того, чтобы не дать двум наиболее густонаселённым штатам страны, Новому Южному Уэльсу и Виктории, какие-либо преимущества перед другими членами федерации в силу того, что в случае принятия нижней палатой какого-либо закона, который может быть расценён как преимущество для этих двух штатов, верхняя палата может заблокировать его большинством представителей маленьких штатов.
Третьим уровнем правительства, после федерального правительства Австралии, правительств штатов и территорий, являются местные правительства в форме городских и пригородных советов. Эти институты отвечают за такие вопросы как обслуживание местных дорог, библиотеки, уборка мусора, регистрацию животных и т. д. Члены советов выбираются на местных выборах и, как правило, выполняют свои обязанности по совместительству.